# Big Spruce River (Großer Bärensee)
Der Big Spruce River (spruce ist der englische Name für die Fichte) ist ein 56 km langer Zufluss des Großen Bärensees in den Nordwest-Territorien Kanadas.

## Verlauf
Der Big Spruce River durchquert eine Taigalandschaft nördlich des Polarkreises. Er hat sein Quellgebiet in einem seenreichen Hochland 23 km nördlich des Großen Bärensees auf einer Höhe von etwa 590 m. Er fließt anfangs in östlicher Richtung. Etwa bei Flusskilometer 20 trifft ein größerer namenloser Nebenfluss von Norden kommend auf den Big Spruce River. Anschließend wendet sich dieser in Richtung Südsüdost und erreicht schließlich das Nordufer des Dease Arms, ein Teilbecken des Großen Bärensees. 10 km nordöstlich der Mündung des Big Spruce River befindet sich die Mündung des Haldane River. 3 km weiter westlich befindet sich die kleine Bucht Clearwater Bay.

## Einzugsgebiet
Das Einzugsgebiet des Big Spruce River umfasst etwa 460 km². Es grenzt im Südwesten an die Einzugsgebiete mehrerer kleinerer Zuflüsse des Großen Bärensees, im Westen an das des Anderson River sowie im Norden und im Osten an das des Haldane River.

## Name
Der Flussname wurde 1955 offiziell vergeben.